# Dill (Gemeinde)
Dill település Németországban, Rajna-vidék-Pfalz tartományban. Lakosainak száma 207 fő (2023. december 31.). Dill Dillendorf, Sohrschied, Laufersweiler, Niederweiler, Sohren és Niedersohren községekkel határos.

## Népesség
A település népességének változása:
| Lakosok száma | 209  | 192  | 208  | 201  | 209  | 207  |
|               | 1975 | 2017 | 2019 | 2021 | 2022 | 2023 |